# ريفيا دي باراخاس
بلدية ريفيا دي باراخاس (بالإسبانية: Rivilla de Barajas) هي بلدية تقع في مقاطعة آبلة التابعة لمنطقة قشتالة وليون وسط إسبانيا.

## الديموغرافيا
بلغ عدد سكان بلدية ريفيا دي باراخاس 76 نسمة عام 2011 (وفقاً للمعهد الوطني للإحصاء الإسباني).
| 100 | 90 | 94 | 85 | 76 | 72 | 76 |